# 佐渡稔
佐渡 稔（さわたり みのる、本名：田中 実（たなか みのる）、1949年5月22日 - ）は、新潟県佐渡市出身の日本の俳優。血液型A型。旧芸名三木 まうす（みき まうす）。劇団東京ヴォードヴィルショー、オフィスボードビル所属。芸名の「佐渡」は出身地の新潟県佐渡市（さどし）にちなむこともあって「さど みのる」と呼ばれることも多い。

## 来歴・人物
新潟県立佐渡高等学校出身。劇団東京ヴォードヴィルショーの看板役者として活動しており、同劇団最古参メンバー。記録としては代表の佐藤B作ですら果たしていない唯一劇団東京ヴォードヴィルショーの公演に全出演を果たしている。
若い頃は『みごろ!たべごろ!笑いごろ!』にて、下宿の学生さんやピンクボーイを演じており、コント中は「田中さん」と呼称し、テロップは「まうす田中」と表記されていた。
1980年に現在の名前に改名。劇団活動が軌道に乗るにつれ、テレビへの露出も増えていった。
『ロボット8ちゃん』へのゲスト出演を皮切りに、石ノ森章太郎作品に続々とレギュラー出演（東映作品への出演は劇団内で最多）。
自身の風貌からドラキュラ役での出演が多いのも特徴。
三谷幸喜作品の常連の一人（特に舞台で重宝されている）。三谷からは「僕は佐渡さんが好きなんですよ。あの向上心のかけらもないところが」（もちろん三谷流のジョーク）と、あるDVD特典映像で真顔でコメントされている。2013年にはツイッターで「佐渡稔さんの枯れた演技が素晴らしかった。大好きな俳優さんです」と評されている。
『バッテンロボ丸』では振付を、『君の名は』では方言指導を担当していた。

## 出演

### テレビドラマ

#### NHK
- 翔ぶが如く（1990年） - 岡崎恭助
- 君の名は（1991年） - 西川主任
- 新選組!（2004年） - 大場一真斎
- 柳生十兵衛七番勝負（2005年） - 奥原弥五郎
- 八重の桜（2013年） - 阿部正外
- POWER GAME〜パワーゲーム〜（2013年） - 川上智也
- まんまこと（2015年） ‐ 和国屋

#### 日本テレビ
- 外科医有森冴子（2000年） - 杉田事務長
- 愛情イッポン!（2004年）
- サムライハイスクール（2009年）
- イノセンス 冤罪弁護士（2019年） ‐ 鬼怒川検事総長
- 美食探偵 明智五郎（2020年） ‐ 富岡義一
- 火曜サスペンス劇場
  - 「新・女検事 霞夕子4」（1995年） - 石川真
  - 「救急指定病院 (テレビドラマ)10」（1999年） - 二階堂靖
  - 「軽井沢ミステリー1」（2001年） - 山城民夫
  - 「女検事・霞夕子18」（2001年） - 大崎支配人
- 火曜ドラマゴールド
  - 「女検事・霞夕子」（2006 - 2007年） - 須藤浩一

#### TBS
- ママはアイドル（1987年）
- 仮面ライダーBLACK RX（1988 - 1989年） - 速水刑事
- ウルトラマンティガ（1997年） - 超古代人・ヌーク
- 独身生活（1999年）
- こちら本池上署（2002年） - 五十嵐浩二
- 星野仙一物語 〜亡き妻へ贈る言葉（2005年）
- 幸せになりたい!（2005年） - 澤口修
- 水戸黄門 第42部（2010年）
- 月曜ドラマスペシャル
  - 「浅見光彦シリーズ4 佐渡伝説殺人事件」（1995年） - 井端
  - 「税務調査官・窓際太郎の事件簿1」（1998年）
  - 「ホステス探偵危機一髪2」（2000年）
- 月曜ミステリー劇場
  - 「十津川警部シリーズ (渡瀬恒彦)25」（2002年） - 安藤英夫
  - 「おばさん会長・紫の犯罪清掃日記!ゴミは殺しを知っている4」（2003年） - 広江直樹
- 月曜ゴールデン
  - 「血痕 警科研・湯川愛子の鑑定ファイル4」（2013年） - 藤永耕平
  - 「税務調査官・窓際太郎の事件簿28」（2015年） - 山内統括官

#### フジテレビ
- ロボット8ちゃん（1981年） - ドラキュラ 役
- 意地悪ばあさん (テレビドラマ)（1981年） - 木村隆造 役
- バッテンロボ丸（1982 - 1983年） - 比間田会長 役
- ペットントン（1983 - 1984年） - 畑ナス夫 役
- 新・翔んだカップル（1984年）
- TVオバケてれもんじゃ（1985年） - 林カブト 役
- ゲゲゲの鬼太郎（1985年） - 吸血鬼・エリート 役
- スケバン刑事II 少女鉄仮面伝説（1985年） - 坂崎三郎 役
- もりもりぼっくん（1986年） - 警備員、サンタクロース
- ギョーカイ君が行く!（1987年）
- 女も男もなぜ懲りない（1987年） ‐ 相沢秋夫 役
- オレの妹急上昇（1987年） - 亀山課長 役
- 花のあすか組!（1988年） - 九楽昨造 役
- じゃあまん探偵団 魔隣組（1988年） - ドラキュラ 役
- 裸の大将 第31話「下駄の鳴る丘」（1989年）
- 有言実行三姉妹シュシュトリアン（1993年） - 山吹英三郎 役
- お金がない!（1994年） - 川瀬宏明 役
- 古畑任三郎
  - 1stシーズン 第9話 「殺人公開放送」（1994年） - 保木ディレクター 役
  - 3rdシーズン 第2話 「その男、多忙につき／忙しすぎる殺人者」（1999年） - 岩田大介 役
- 銭形平次（1995年）
- TEAM (テレビドラマ)（1999年） - 直人の父 役
- 女同士（2000年）
- 合い言葉は勇気（2000年） - 黒崎プロデューサー 役
- マルサ!!東京国税局査察部（2003年） - 大河原義光 役
- アンフェア（2006年） - ホリベ ユキオ 役
- 不毛地帯（2010年） - 大田医師 役
- パーフェクト・リポート（2010年） - 水谷守 役
- リーガル・ハイ1stシーズン（2012年） - 岡部幸男 役
- ストロベリーナイト（2013年） - 大柴係長 役
- 探偵の探偵（2015年） - 刑事 役
- 金曜エンタテイメント
  - 「OL三人旅シリーズ3」（1987年） - 田川亮二 役
  - 「美人三姉妹温泉芸者が行く!2」（1996年） - 鎌田秀明 役
  - 「宝石調査員 九条薫 備前～倉敷・サファイア連続殺人事件」（2000年）
  - 「おばさんデカ 桜乙女の事件帖10」（2002年） - 小田刑事 役
  - 「えなりかずきの少年探偵 事件でござる1」（2002年）
- 金曜プレステージ
  - 「浅見光彦シリーズ33」（2009年）
  - 「浅見光彦シリーズ41」（2011年） - 磯部刑事 役
  - 「出張鑑定人・宝来伝吉1」（2014年） ‐ 鳳玄風 役
- 世にも奇妙な物語
  - 「殺し屋ですのよ」（2004年） - 山下部長 役

#### テレビ朝日
- 制作2部青春ドラマ班（1987年）
- 外科病棟女医の事件ファイル（1991年） - 前川靖雄
- 七人の女弁護士（1993年） - 津山啓一
- 最高の恋人（1995年） - 小田嶋医師
- 救急戦隊ゴーゴーファイブ（1999年） - 岩倉賢
- はぐれ刑事純情派（1999年） ‐ 乾一郎
- 特命係長 只野仁（2003年）
- 霊感バスガイド事件簿（2004年） - 田村武雄
- 魔法戦隊マジレンジャー（2005年） - 映画監督
- 富豪刑事（2006年） - 長岡悟
- 名奉行! 大岡越前（2006年） - 三之助
- 相棒
  - season5（2007年） - 篠田和明
  - season12（2014年） - 大藤繁一
- スシ王子!（2007年） - 小田島務
- わるいやつら（2007年） - 横武常次郎
- 名探偵の掟（2009年） - 牛神貞治
- アンタッチャブル〜事件記者・鳴海遼子〜（2009年） - 瀬名駿
- 警視庁捜査一課9係（2011年） - 佐倉武史
- グッドパートナー 無敵の弁護士（2016年） - 桂哲也
- 宇宙戦隊キュウレンジャー（2017年） - 村長
- 警視庁・捜査一課長（2018年） ‐ 佐原佳男
- 未解決の女 警視庁文書捜査官 Season2 （2020年） - 板橋京介
- 土曜ワイド劇場
  - 「タクシードライバーの推理日誌9」（1998年） - 桜井達夫
  - 「バツイチ駆け込み尼寺探偵局」（1999年） - 清水洋
  - 「お祭り弁護士・澤田吾朗1」（2000年） ‐ 近藤信也
  - 「タクシードライバーの推理日誌16」（2002年） - 牛山刑事
  - 「松本清張没後10年記念・黒の奔流」（2002年）
  - 「おかしな二人2」（2002年） - 宇田幸一
  - 「おかしな刑事」（2005年 - ） - 星田耕介
  - 「温泉医ぽっかや診療所事件カルテ5」（2006年） - 島本一郎
  - 「鉄道捜査官8」（2007年） - 三浦刑事
  - 「タクシードライバーの推理日誌33」（2013年） - 溝口善三
  - 「ショカツの女〜新宿西署・刑事課強行犯係12」（2016年） - 片岡店長
- ドクターX〜外科医・大門未知子〜　(2021年)

#### テレビ東京
- 月曜・女のサスペンス 列島縦断事件シリーズ「蒸発美人妻殺人事件」（1991年）
- ドクター調査班〜医療事故の闇を暴け〜（2016年） - 二宮健司（副校長）
- ユニバーサル広告社シリーズ（2017年） - 執事・只野
- 女と愛とミステリー
  - 「てのひらの闇」（2001年） - 杉野邦夫
  - 「多摩南署たたき上げ刑事・近松丙吉1」（2001年）
- 水曜ミステリー9
  - 「さすらい署長 風間昭平3」（2005年） - 河上昭弘
  - 「捜査検事・近松茂道12」（2012年） - 田中庄治
  - 「鎖 (小説)」（2016年） - 木下高志

#### WOWOW
- しんがり 山一證券 最後の12人（2015年） - 明子の父

### 映画
- THE 有頂天ホテル（2006年） - 顔面蒼白のタクシー運転手
- BABY BABY BABY! -ベイビィ ベイビィ ベイビィ-（2009年） - 塚田編集長
- 相棒 -劇場版II- 警視庁占拠! 特命係の一番長い夜（2010年） - 鶴岡小太郎
- 空の境界（2013年） - 鮫島
- 飛べ!ダコタ（2013年） - 望月
- ミスミソウ（2018年） - 教頭先生 / 大津馬中学校の教頭

### 舞台
- 竜馬の妻とその夫と愛人（2000年）

### バラエティ
- 欽ちゃんのどこまでやるの!（日本教育テレビ（現：テレビ朝日））
- オレたちひょうきん族 /「ひょうきんニュース」キャスターなど[1]（フジテレビ）
- お化けのサンバ（1980-81、東京12チャンネル（現：テレビ東京））
- オールスター忠臣蔵まつり（NHK）
- マジカル頭脳パワー!! / マジカルミステリー劇場 第19話「迷探偵夏子」（1991年、日本テレビ） - ソムリエ
- クイズ!脳ベルSHOW（BSフジ）